# مات موراي

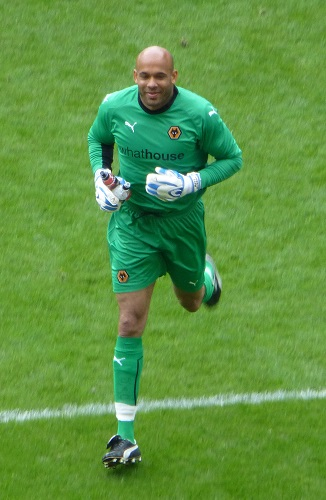

مات موراي (بالإنجليزية: Matt Murray)‏ (مواليد 2 مايو 1981 في سوليهال - إنجلترا) لاعب كرة قدم إنجليزي يلعب حاليا لصالح نادي الدرجة الممتازة وولفرهامبتون واندررز الإنجليزي منذ 1997 في مركز حارس مرمى.

## روابط خارجية
- مات موراي على موقع قاعدة بيانات كرة القدم.إي يو (الإنجليزية)
- مات موراي على موقع Soccerbase.com (لاعب) (الإنجليزية)
- مات موراي على موقع عالم كرة القدم.نت (الإنجليزية)